# Boritz
Boritz ist ein Ortsteil der Gemeinde Hirschstein im sächsischen Landkreis Meißen. Die Gemeinde Boritz mit Schänitz und Althirschstein vereinigte sich mit Bahra am 1. März 1994 zur historischen Gemeinde Hirschstein, welche am 1. April 1996 in die Gemeinde Mehltheuer eingegliedert wurde. Diese wiederum nannte sich am 1. Oktober 1996 in Hirschstein um.

## Geographie

### Geographische Lage und Verkehr

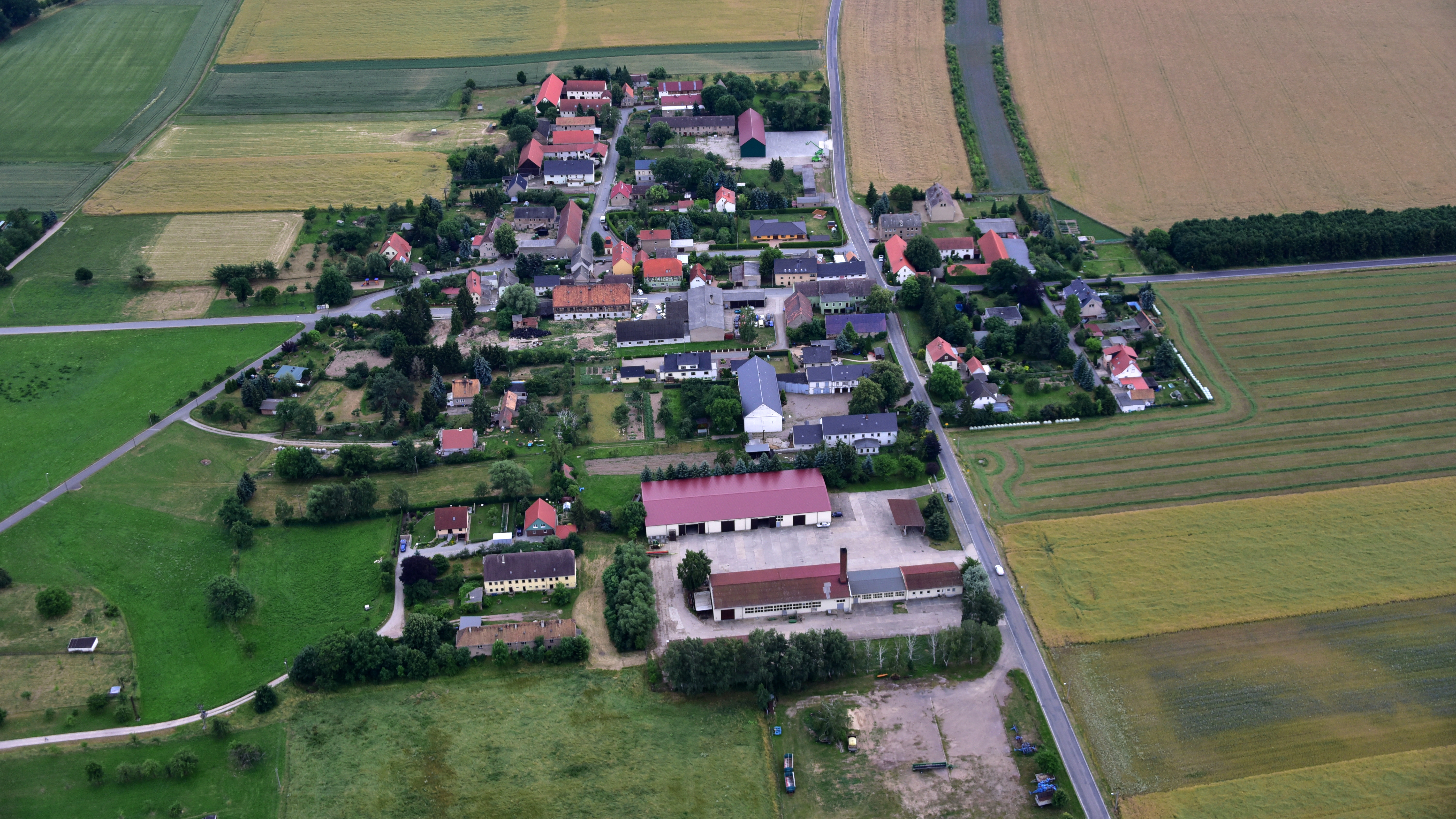
Boritz, Luftaufnahme (2017)

Boritz liegt direkt am linken Ufer der Elbe im östlichen Teil der Gemeinde Hirschstein, etwa 13 km nordwestlich von Meißen und 7 km südöstlich von Riesa im Landschaftsschutzgebiet Elbtal. Boritz wird durch die Busverbindung Riesa–Hirschstein–Meißen bedient. Der Elberadweg führt durch den Ort.

### Nachbarorte
|                        | Schänitz (zu Hirschstein)                   | Leckwitz (zu Nünchritz)   |
| Heyda (zu Hirschstein) | Kompassrose, die auf Nachbargemeinden zeigt |                           |
| Bahra (zu Hirschstein) | Althirschstein (zu Hirschstein)             | Merschwitz (zu Nünchritz) |

## Geschichte

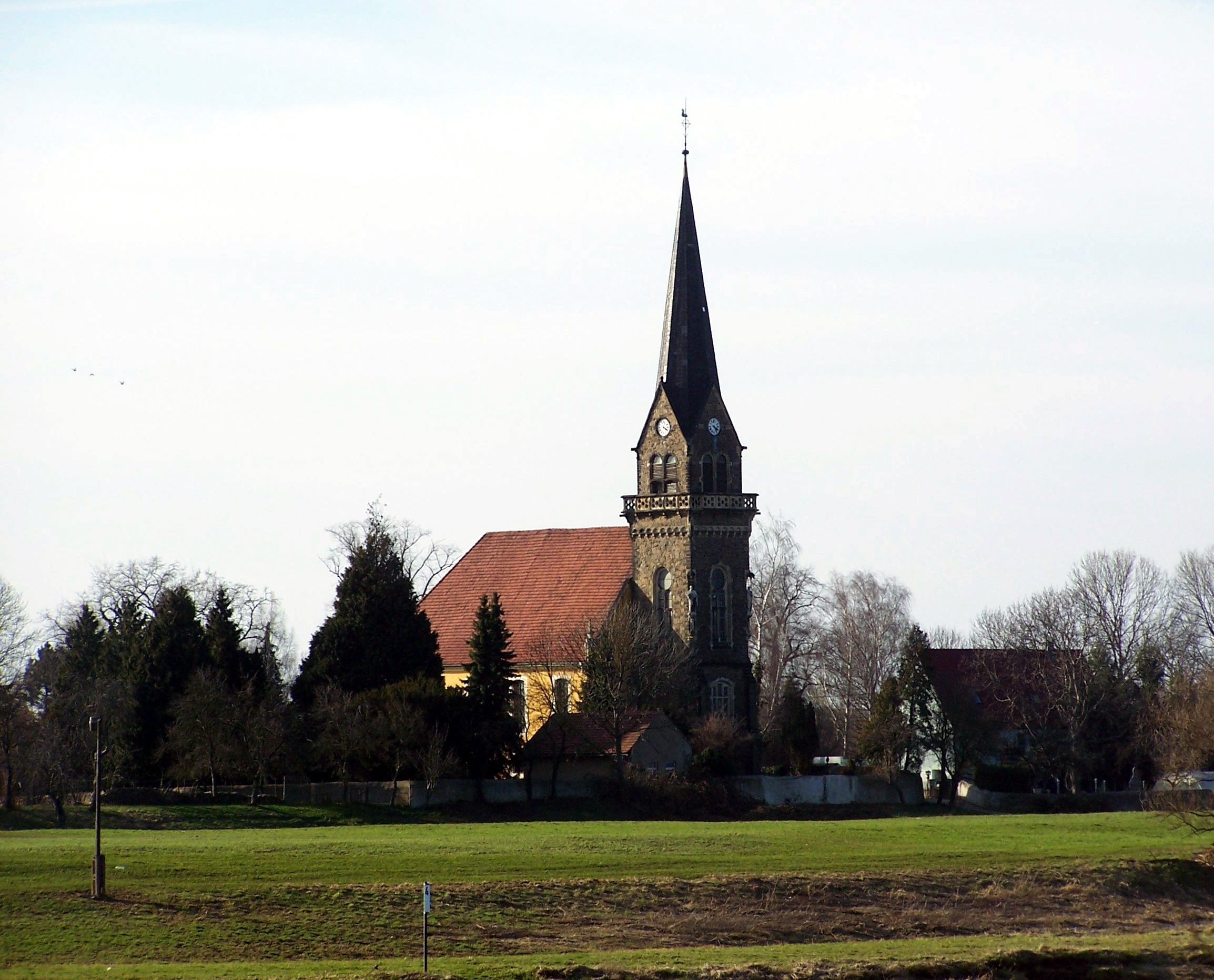
Kirche von Boritz

Der Ortsname Boritz bedeutet auf Sorbisch „Ort am Kiefernholz“ oder „Dorf des Boruch“.
In Boritz bestand ein strategisch wichtiger Burgward, der in einer Urkunde des Kaisers Otto II. vom 27. Februar 983 urkundlich erwähnt wurde. Heinrich II. zog 1004 in Boritz und in Nisani (Gau Nisan oder nach anderer Meinung Neußen a. d. Elbe bei Belgern) als Ablenkungsmanöver Schiffe zusammen, griff dann Böhmen aber über die Gebirgspässe an. Die Hohe Straße (alte Salzstraße) überquerte zwischen Boritz und Merschwitz über eine Furt die Elbe. Hier erhob man den Zoll auf der Elbe. Nächste Zollstation elbaufwärts war Meißen. Es gab zwei Elbfähren nach Merschwitz und nach Leckwitz-Rosenmühle, die Boritz mit dem gegenüberliegenden Elbufer verbanden. Im Einflussbereich des Burgwarts Boritz befand sich das bereits am 27. Februar 983 erwähnte und heute wüste Dorf Setleboresdorf, dessen genaue Lage nicht mehr bekannt ist. Bei Boritz in der Elbe gab es eine Schiffsmühle, die 1594 eine Mahlkonzession erhielt und 1854 bei einer schweren Eisfahrt sank.
Im Burgward Boritz existierte bereits im Jahr 928 eine kleine Kapelle, die durch Wanderprediger versorgt wurde. Nach der Ansiedlung deutscher Bauern wahrscheinlich in der 2. Hälfte des 12. Jahrhunderts wurde erstmals 1259 eine Kirche im Ort erwähnt. Die jetzige Kirche wurde 1754/55 an Stelle der Vorgängerkirche errichtet. Der Burgward Boritz verlor im Laufe der Jahrhunderte seine Bedeutung an das benachbarte Schloss Hirschstein. Ein Vorwerk wurde in Boritz erstmals im Jahr 1536 erwähnt. Die Grundherrschaft über den Ort teilten sich bis ins 19. Jahrhundert das Rittergut Hirschstein, das Rittergut Riesa und das Prokuraturamt Meißen (um 1590) bzw. das Stiftsamt Meißen (um 1764) als Amtsanteil. Bezüglich der Verwaltung gehörte Boritz um 1590 zum kursächsischen Prokuraturamt Meißen und um 1764 bis 1816 zum kursächsischen bzw. königlich-sächsischen Stiftsamt Meißen. Nach der Vereinigung des Stiftsamts mit dem Kreisamt Meißen (Erbamt Meißen) gehörte Boritz seit 1816 zu diesem. Bei den im 19. Jahrhundert im Königreich Sachsen durchgeführten Verwaltungsreformen wurden die Ämter aufgelöst. Dadurch kam Boritz im Jahr 1856 unter die Verwaltung des Gerichtsamts Meißen und 1875 an die neu gegründete Amtshauptmannschaft Meißen. Am 1. November 1935 wurden die Nachbarorte Schänitz und Althirschstein mit Gosa eingemeindet.
Im Zuge der Gebietsreform 1952 wurde die Gemeinde Boritz mit Schänitz und Althirschstein dem Kreis Riesa im Bezirk Dresden zugeordnet, welcher ab 1990 als sächsischer Landkreis Riesa fortgeführt wurde und 1994 im neu gebildeten Landkreis Riesa-Großenhain aufging. Am 1. März 1994 schlossen sich die Gemeinden Boritz und Bahra mit ihren Ortsteilen zur Gemeinde Hirschstein zusammen. Seit der Eingemeindung von Hirschstein nach Mehltheuer am 1. April 1996 und der Umbenennung der Großgemeinde zum 1. Oktober 1996 gehört Boritz als Ortsteil wiederum zu Hirschstein. Seit der zweiten Kreisreform in Sachsen 2008 gehört die Landgemeinde Hirschstein mit ihren Ortsteilen, darunter auch Boritz, zum Landkreis Meißen.

### Bevölkerungsentwicklung
| Jahr | Einwohner                                                         |
| ---- | ----------------------------------------------------------------- |
| 1605 | 29 besessene Mann                                                 |
| 1764 | 15 besessene Mann, 8 Gärtner, 11 Häusler, 9¼ Hufen je 25 Scheffel |
| 1834 | 244                                                               |
| 1871 | 276                                                               |
| 1890 | 306                                                               |
| 1910 | 320                                                               |
| 1925 | 317                                                               |
| 1939 | 715                                                               |
| 1946 | 887                                                               |
| 1950 | 872                                                               |
| 1964 | 722                                                               |
| 1990 | 571                                                               |

## Sehenswürdigkeiten
- Kirche Boritz

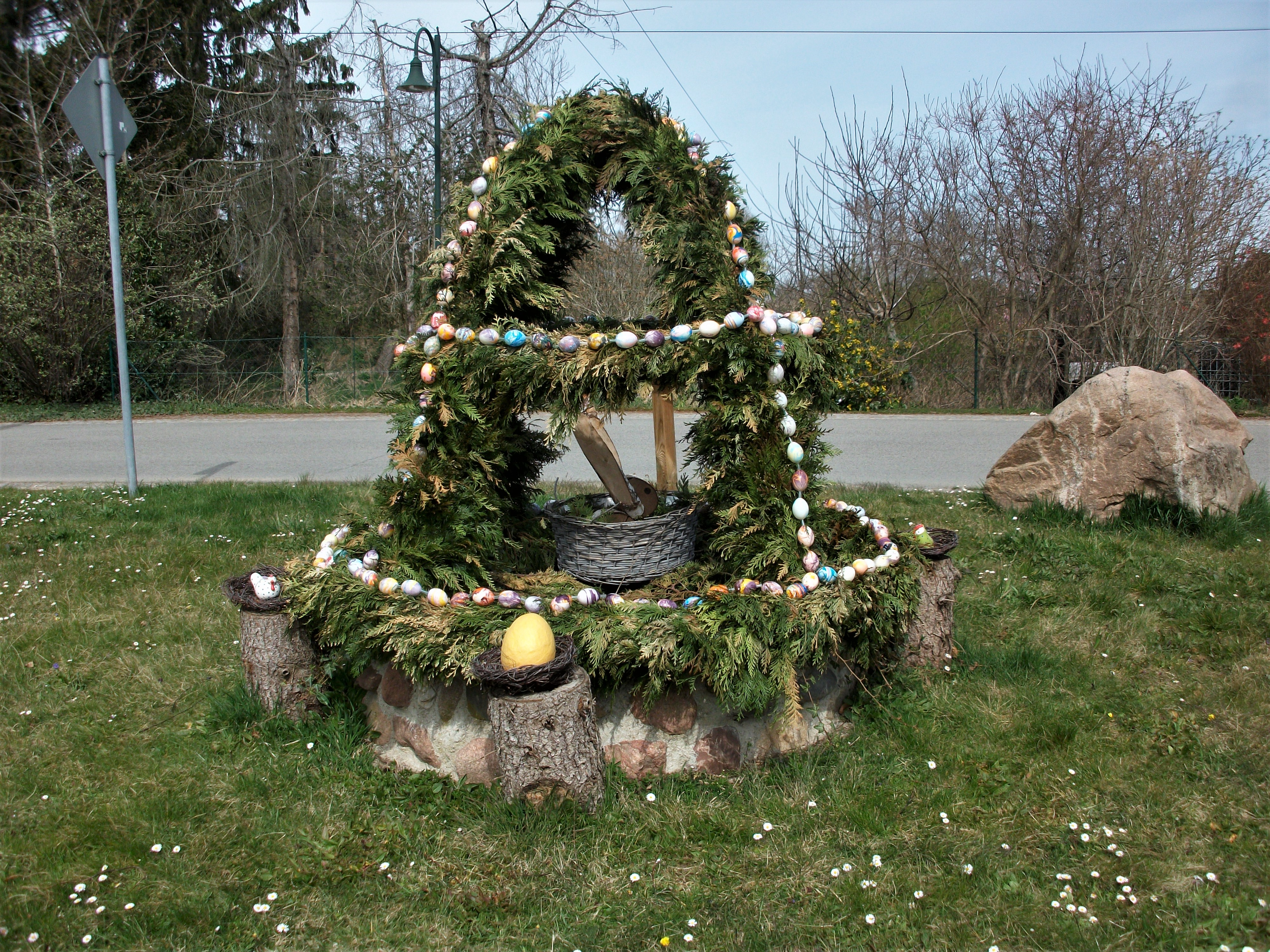
Osterbrunnen Boritz

- In der Nähe des Ortes befindet sich ein spätmittelalterliches Steinkreuz, das in das Ortswappen aufgenommen wurde.
- Vierseitenhof Schänitzer Straße 9 mit Kumthalle und privatem Landwirtschaftsmuseum
- Der Boritzer Osterbrunnen ist einer von elf Osterbrunnen der Hirschsteiner Region.[10]

## Sohn des Ortes
- Magnus Adolph Blüher (1802–1884), lutherischer Theologe und Autor